# Muliaage
Muliaage (މުލިއާގެ na língua divehi, pronuncia-se [muliˈəːɡe]) é a atual residência oficial do presidente das Maldivas. A residência, cuja construção começou em 1908 e foi feita pelo Sultão Shamsuddeen III, localiza-se no centro histórico de Malé, próxima à mesquita Medhu Ziyaarai.